# Francisco de Freitas Gazul
Francisco de Freitas Gazul (Lisboa, 30 de setembro de 1842 — Lisboa, 20 de outubro de 1925) foi um compositor dramático com influência italiana e musicólogo português, professor do Conservatório Nacional de Lisboa.

## Biografia
Dedicou-se à composição de música teatral, tendo escrito a partitura para a versão operática do drama Frei Luís de Sousa de Almeida Garrett. A quase totalidade da sua produção musical distribui-se pelos géneros de revista e de opereta, embora tenha escrito peças de música litúrgica destinadas a serem executadas nas igrejas durante cerimónias religiosas. Publicou diversas obras de carácter didático destinadas aos alunos do Conservatório.
Foi iniciado na Maçonaria em data desconhecida e regularizado em 1895 na Loja Tolerância.
Possui uma rua com o seu nome, em Campo de Ourique, Lisboa, desde 1958.